# Andrew Noren
Andrew Noren (* 1943 in Santa Fe, New Mexico; † Mai 2015 in South Carolina) war ein US-amerikanischer avantgardistischer Filmregisseur und -produzent.

## Leben und Werk
Andrew Noren begann als Autodidakt und war zunächst fotografisch tätig, bevor er seine Liebe zum Film entdeckte. Er lieh sich eine Filmkamera von befreundeten Filmemachern und begann, seine ersten Filme zu drehen.
Andrew Noren dreht Avantgarde-Filme seit Mitte der 1960er-Jahre. Seit 1968 arbeitet er an einem Multi-Tagebuch-Film: The Adventures of the Exquisite Corpse, der aus zahlreichen Teilen besteht. Norens Filme sind einige der besten Beispiele für die transformativen und abstrakten Qualitäten von Schwarz-Weiß-Filmen.
Andrew Noren war mit seinem Film The Wind Variations (1969) Teilnehmer der Documenta 5 in Kassel im Jahr 1972 in der Abteilung Filmschau: New American Cinema.
Im Jahr 1998 gründete Noren The Research Source als Dienstleister für Archive und Filmrecherche.

## Filmografie (Auswahl)
- 1965: A Change of Heart, 81 Minuten
- 1965: Say Nothing, 30 Minuten
- 1967: Recognitions, 240 Minuten
- 1966: The New York Miseries, 80 Minuten
- 1967: Bathing
- 1967: The Unclean
- 1968: Huge Pupils (Teil I von The Adventures of the Exquisite Corpse), 61 Minuten
- 1969: The Wind Variations, 18 Minuten
- 1972: Scenes from Life (Teil II von The The New York Miseries), 30 Minuten
- 1974: False Pretenses (Teil II von The Adventures of the Exquisite Corpse), 67 Minuten
- 1975: The Phantom Enthusiast (Teil III von The Adventures of the Exquisite Corpse), 70 Minuten
- 1979: Charmed Particles (Teil IV von The Adventures of the Exquisite Corpse), 78 Minuten
- 1987: The Lighted Field (Teil V von The Adventures of the Exquisite Corpse), 61 Minuten
- 1995: Imaginary Light, (Teil VI von The Adventures of the Exquisite Corpse), 29 Minuten
- 2001: Time Being (Teil VII von The Adventures of the Exquisite Corpse)
- 2003: Free to Go (Prelude) (Teil VIII von The Adventures of the Exquisite Corpse)
- 2004: Free to Go (Interlude)
- 2008: Aberration of Starlight (Teil IX von The Adventures of the Exquisite Corpse)